# Robin Fechner
Robin Fechner (Bochum, 1995. április 18. –) német labdarúgó, aki jelenleg a Schwarz-Weiß Essen játékosa.

## Statisztika
2016. július 27. szerint.
| Klub                   | Szezon   | Bajnokság | Bajnokság | Kupa  | Kupa | Nemzetközi | Nemzetközi | Összesen | Összesen |
| Klub                   | Szezon   | Mérk.     | Gól       | Mérk. | Gól  | Mérk.      | Gól        | Mérk.    | Gól      |
| ---------------------- | -------- | --------- | --------- | ----- | ---- | ---------- | ---------- | -------- | -------- |
| VfL Bochum II          | 2014–15  | 2         | 0         | -     | -    | -          | -          | 2        | 0        |
| VfL Bochum II          | Összesen | 2         | 0         | 0     | 0    | 0          | 0          | 2        | 0        |
| Rot-Weiß Oberhausen II | 2015–16  | 18        | 1         | -     | -    | -          | -          | 18       | 1        |
| Rot-Weiß Oberhausen II | Összesen | 18        | 1         | 0     | 0    | 0          | 0          | 18       | 1        |
| Schwarz-Weiß Essen     | 2016–17  | 0         | 0         | 0     | -    | 0          | -          | 0        | 0        |
| Schwarz-Weiß Essen     | Összesen | 0         | 0         | 0     | 0    | 0          | 0          | 0        | 0        |
| Összesen               | Összesen | 20        | 1         | 0     | 0    | 0          | 0          | 20       | 1        |

## Család
Édesapja, Harry Fechner labdarúgó, valamint testvére Gino Fechner is játékos.